# Яме

Яме́ (яп. 八女市, やめし, МФА: [jame ɕi̥]?) — місто в Японії, в префектурі Фукуока.     Отримало статус міста 1954 року. Площа становить 482,53 км². Станом на 1 липня 2012 року населення складало 67 499  осіб, густота населення — 140 осіб/км².     

## Історія
Яме отримало статус міста 1 квітня 1954 року. В день заснування міста воно називалося Фукуші́ма (яп. 福島市, ふくしまし, МФА: [ɸu̥kuɕi̥ma ɕi̥]), але того ж дня було перейменовано.